# Rio Alpiarça
O Alpiarça é um rio português que nasce perto de Aranhas de Cima, no município de Abrantes. Atravessa os municípios da Chamusca, Alpiarça e Almeirim, indo desaguar na margem esquerda do Tejo perto de Benfica do Ribatejo

## História
O rio Alpiarça ou Vala Real foi coutada real desde o reinado de D. João I até ao século XVIII.

## Outros topónimos
- Vala de Alpiarça e Ribeira de Ulme[2]

- Ribeira de Ulme
- Rio Alpiaçoilo
- Vala de Alpiarça
- Vala Real
- Vala Real de Alpiarça[3][4][5]
- Canal de Alpiarça[6]